# Flandreau
Flandreau (en anglais [ˈflændruː]) est une ville américaine, siège du comté de Moody, dans l’État du Dakota du Sud.

## Histoire
La ville a été fondée en 1857 mais ses habitants européens sont chassés par des amérindiens. Deux ans plus tard, la localité est habitée par des Sioux, rejoints par des européens en 1872.
La ville doit son nom à Charles Eugene Flandrau, un juge américain d'origine huguenote ; son nom de famille était originairement « Flandreau ».

## Personnalités
- Gene Amdahl, informaticien, y est né en 1922

## Démographie
| 1880 | 1890 | 1900  | 1910  | 1920  | 1930  |
| ---- | ---- | ----- | ----- | ----- | ----- |
| 471  | 569  | 1 244 | 1 484 | 1 929 | 1 934 |

| 1940  | 1950  | 1960  | 1970  | 1980  | 1990  |
| ----- | ----- | ----- | ----- | ----- | ----- |
| 2 212 | 2 193 | 2 129 | 2 027 | 2 114 | 2 311 |

| 2000  | 2010  | - | - | - | - |
| ----- | ----- | - | - | - | - |
| 2 376 | 2 341 | - | - | - | - |

Sa population était de 2 341 habitants au recensement de 2010. La municipalité s'étend sur 1,93 milles carrés (5 km2).